# Reynaldo Párraga
Reynaldo Párraga Arredondo (San Vicente de Cañete, 27 de agosto de 1933) es un exfutbolista y entrenador peruano. Se desempeñaba como portero.
Su padre fue Alberto Párraga y su abuelo Basilio Párraga.

## Trayectoria
Sus inicios en el arco los hizo en el Nacional Valdivia y Sport Chacarita de su tierra natal San Vicente de Cañete.
Su carrera profesional empezó a los 19 años en 1952 en el Sporting Tabaco, siendo junto al golero Moral uno de los dos arqueros suplentes de Rafael Asca quien fue que lo llevó al club luego que el cuadro tabaquero jugará un amistoso en la ciudad de Cañete ante el Sport Chacarita. 
Su debut lo hizo en verano de 1955 en un amistoso en Paraguay, ya que Rafael Asca terminó con una lesión en el dedo en el último partido del torneo 1954 jugado ante Alianza Lima.
En 1956 pasó a formar parte del Plantel del Sporting Cristal donde salió campeón como segundo arquero y Guillermo Lozano como tercer arquero, en 1957 fue titular en los primeros partidos del torneo, ya que Rafael Asca se encontraba enfermo, en 1959 se consolidó como primer arquero del cuadro rimense.
En 1961 consigue su segundo título,en 1962 jugaría su primera Copa Libertadores, ese año y en 1963 fue subcampeón con el cuadro rimense. En 1964 y 1965 alternó el titularato con Luis Rubiños.
En 1966 jugaría por Sport Boys, equipo que fue subcampeón del Campeonato Descentralizado 1966, en 1967 jugaría su segunda Copa Libertadores (esta vez con el cuadro chalaco ya que desde 1966 fueron dos representantes por Perú a dicha justa).
En 1968 llegó al Bolívar de Bolivia por dos temporadas obteniendo un campeonato, luego jugó en Nacional de Paraguay en 1971. Al siguiente año regresa al fútbol boliviano donde anclaría en el Jorge Wilstermann donde obtuvo el Bicampeonato de 1972 y 1973, y en 1974 año de su retiro jugó en el Litoral de Cochabamba.

## Selección Peruana
Fue parte de la oncena titular de la Selección Peruana 'B' que empató 0-0 contra la de Japón un 30 de julio de 1967, amistoso jugado en el Estadio Nacional de Lima, bajo la DT. de Marcos Calderón, ese único partido jugado con la Selección le dio el récord de ser el único arquero que no encajó goles tapando por la blanquiroja.
En 1969 estuvo a punto de nacionalizarse boliviano, ya que lo requerían para la selección del país altiplánico de cara a las eliminatorias de México 1970, pero como ya había jugado un amistoso por la Selección Peruana (dos años antes) no iba a poder jugar por la Selección de Bolivia.

## Director Técnico y Preparador de Arqueros
Luego de su retiro dirigió al Jorge Wilstermann, Litoral, Aurora, entre otros clubes bolivianos;
En marzo de 1987 regresó al Perú y dirigió al Unión Minas de Cerro de Pasco, en 1988 y 1989 en Alipio Ponce de Mazamari por recomendación de su hermano Alberto Párraga, luego entrenó al Club Atlético Independiente (Cañete) entre otros equipos de Liga y Copa Perú en el Sur Chico.
En el año 2015 fue Preparador de arqueros en el Club Juventud América de Cañete. Actualmente es Preparador de arqueros en su natal San Vicente de Cañete y en Cía. Minera Condestable de Mala.

## Clubes

### Como futbolista
| Club                          | País     | Año         |
| ----------------------------- | -------- | ----------- |
| Sporting Tabaco               | Perú     | 1952 - 1955 |
| Sporting Cristal              | Perú     | 1956 - 1965 |
| Sport Boys                    | Perú     | 1966 - 1967 |
| Bolívar                       | Bolivia  | 1968 - 1969 |
| Deportivo Junín de Santa Cruz | Bolivia  | 1970        |
| Nacional                      | Paraguay | 1971        |
| Jorge Wilstermann             | Bolivia  | 1972 - 1973 |
| Litoral de Cochabamba         | Bolivia  | 1974        |

### Como entrenador
| Club                                                    | País    | Año         |
| ------------------------------------------------------- | ------- | ----------- |
| Jorge Wilstermann                                       | Bolivia | 1975        |
| Litoral de Cochabamba                                   | Bolivia | 1976        |
| Aurora                                                  | Bolivia | 1977        |
| Petrolero Cochabamba                                    | Bolivia | 1978        |
| Jorge Wilstermann                                       | Bolivia | 1979        |
| Aurora                                                  | Bolivia | 1980        |
| Oeste Petrolero de Oruro                                | Bolivia | 1981 - 1982 |
| Club Deportivo Junin de Santa Cruz                      | Bolivia | 1983 - 1984 |
| Petrolero Cochabamba                                    | Bolivia | 1985 - 1986 |
| Unión Minas                                             | Perú    | 1987        |
| Alipio Ponce                                            | Perú    | 1988 - 1989 |
| Club Sport San Martín de Ica                            | Perú    | 1990        |
| Club Atlético Independiente (Cañete)                    | Perú    | 1991 - 1992 |
| Club Sport Amigos del Barrio del Puerto (Tambo de Mora) | Perú    | 1993        |
| Club Independiente Los Ángeles de Chincha (CILA)        | Perú    | 1994        |
| Club Atlético Independiente (Cañete)                    | Perú    | 1995        |
| Senati                                                  | Perú    | 1996 - 1997 |

## Palmarés
| Título           | Club              | País    | Año  |
| ---------------- | ----------------- | ------- | ---- |
| Primera División | Sporting Cristal  | Perú    | 1956 |
| Primera División | Sporting Cristal  | Perú    | 1961 |
| Primera División | Bolívar           | Bolivia | 1968 |
| Primera División | Jorge Wilstermann | Bolivia | 1972 |
| Primera División | Jorge Wilstermann | Bolivia | 1973 |